# رياض شحرور
رياض محمد خليل شحرور (10 كانون الثاني 1935 - 15 أيار 2014) ممثل سوري، من مواليد مدينة دمشق.
يعتبر من أهم الممثلين القدماء وقد أسس أول فرقة مسرحية عام 1955، وكان يعرض مسرحياته في البيوت العربية القديمة. تتلمذ الكثير من الفنانين في مسرحه، وُصف بخفة الدم من خلال أدواره الكوميدية واشتهر بدور أبو وصفي في مسلسل عيلة خمس نجوم.
عضو في المسرح القومي ومن مؤسسي نقابة الفنانين بدمشق، وشهد له نوابغ المسرح السوري والدراما والسينما في هذا البلد بأنه كان أستاذاً لمعظمهم.

## سيرته
كان من أسرة لا تؤيد كثيراً فكرة أن يكون ولدها مسرحياً؛ لذلك لم يلقَ الدعم الكافي. تتلمذ على يد الممثل القدير «علي الرواس»، وكان في بداياته يؤلف المسرحية ويختار الكادر من ضمن وسطه، ويقوم بالإخراج من دون أن يدرك أن هذه التراكمات الصغيرة سوف تقوده ليؤسس أول فرقة مسرحية عام 1955، وقد أطلق عليها: «الفرقة الشعبية للتمثيل والموسيقا». ولأن المعارضة كانت كبيرة، ولم يجد التمويل الكافي لكي يعرض في مسرح نظامي، فقد عرض مسرحياته في البيوت العربية القديمة متحملاً فوق طاقته التكاليف والأجرة وكل ما يتعلق بحاجة الممثلين، غير أنه كان مفعماً بالنشاط والحيوية، وفرحاً بأنه استطاع -على الرغم من كل التعب- أن يؤسس فرقة متكاملة.
بدأ التمثيل عام 1952؛ أي قبل ثلاث سنوات من تأسيس فرقته، حيث ألّف العديد من المسرحيات الهادفة والناقدة بقالب كوميدي، ومنها: مسرحية «إبرة بكومة قش»، و«الرشوة» التي عرضت ولَم تصور، و«أبو خليل القباني»، و«النيزك»، و«جابر عثرات الكرام»، وقد تتلمذ الكثيرون من الفنانين في مسرحه، ونذكر منهم الفنان «طلحت حمدي» الذي اكتشفه مبكراً.

## الأعمال
- مسلسل جحا 2003
- مسلسل دنيا، بدور السمان
- مسلسل فرصة عمر، 2001.
- مسلسل بقعة ضوء، الجزء الأول، 2001.
- مسلسل  زمان الصمت
- مسلسل قلة ذوق وكثرة غلبة، بدور أبو حمدي
- مسلسل عيلة خمس نجوم بدور أبو وصفي
- مسلسل أحلام أبو الهنا، بدور السمان أبو اسعد
- مسلسل الدغري، بدور المحافظ.
- مسلسل يوميات مدير عام، بدور أبو زاهر.
- نهاية رجل شجاع ، بدور المختار
- مسلسل أهل الراية ج1
- مسلسل صوت الفضاء الرنان
- مسلسل وادي المسكبدور بائع الفطائر 1982
- فيلم الحسناء وقاهر الفضاء 1975
- فيلم مقلب في المكسيك 1972

## وفاته
توفي رياض شحرور يوم الخميس بتاريخ 15 مايو 2014 عن عمر ناهز 79 عام.

## روابط خارجية
- رياض شحرور على موقع قاعدة بيانات الأفلام العربية